# منتزه تيلدن الإقليمي
يقع منتزه تيلدن الإقليمي، المعروف أيضًا باسم "تيلدن"، على مساحة 2,079 فدانًا في إيست باي، وهي جزء من منطقة خليج سان فرانسيسكو في كاليفورنيا. يقع بين تلال بيركلي وكريستا سان بابلو.

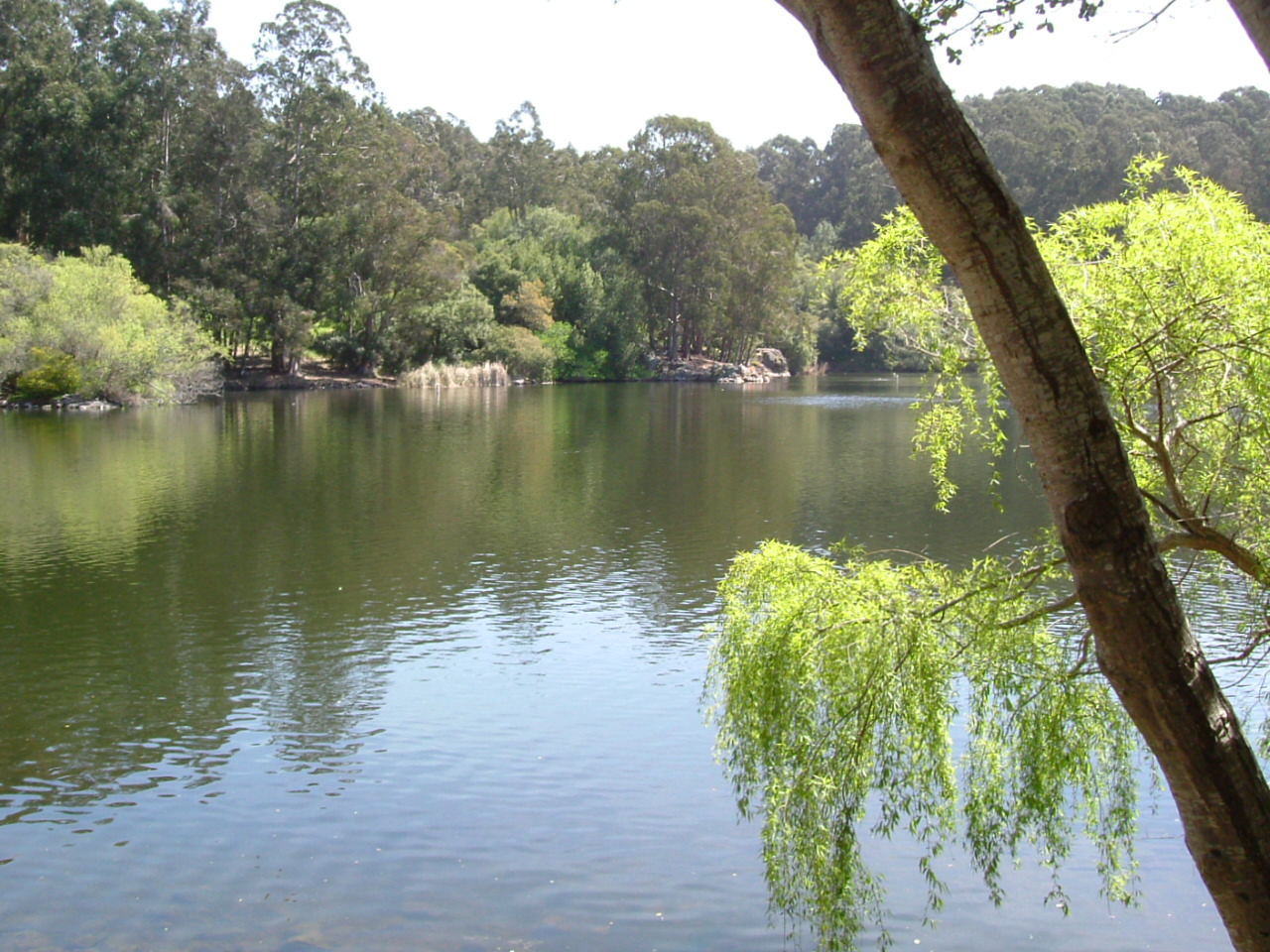
بحيرة أنزا في منتزه تيلدن الإقليمي

تمت تسمية منتزه تيلدن الإقليمي نسبةً إلى تشارلز لي تيلدن، وهو محامٍ ورجل أعمال من منطقة الخليج، اشترى الكثير من الأراضي للحفاظ على الأراضي البرية المتبقية ليستمتع بها الجمهور. كما شغل تيلدن أيضًا منصب أول رئيس لمجلس إدارة منطقة المنتزهات الإقليمية في إيست باي، التي يُعد منتزه تيلدن جزءًا منها.

## الموقع
يدار المنتزه من قبل منطقة المنتزهات الإقليمية في إيست باي، وقد تم إنشاؤه من أول قطعة أرض اشتراها المجلس في عام 1936. يقع معظمه في المناطق غير المدمجة من مقاطعة كونترا كوستا. يوفر المنتزه إطلالات على خليج سان فرانسيسكو وجبل ديابلو.

## المسارات الطبيعية
يحتوي المنتزه على العديد من المسارات، ومزرعة نموذجية، ومبنى للتعليم البيئي، وملعب غولف، وسكة حديدية صغيرة تعمل بالبخار، وحديقة نباتات تابعة للمنتزهات الإقليمية.

## روابط خارجية
ويكيميديا كومنز تحتوي على مجموعة وسائط متعددة عن منتزه تيلدن الإقليمي